# Iodeto de berílio
O Iodeto de berílio é o composto químico com a fórmula BeI2 . É muito higroscópico e reage violentamente com a água, formando ácido hidroiódico .

## Reações
O iodeto de berílio pode ser preparado reagindo o metal de berílio com iodo elementar a temperaturas de 500°C a 700°C:
Be + I2 → BeI2
O iodeto de berílio também é formado quando o carboneto de berílio reage com o iodeto de hidrogénio na fase gasosa :
Be2C + 4 HI → 2 BeI2 + CH4
O iodo no iodeto de berílio é facilmente substituído por outros halogénios; reage com o flúor que origina fluoreto de berílio e fluoretos de iodo, com o cloro, originando cloreto de berílio e com o bromo, originando brometo de berílio. O iodeto de berílio também reage violentamente com agentes oxidantes, como o clorato e o permanganato, libertando vapores púrpura de iodo. O sólido e o vapor são ambos inflamáveis no ar.

## Aplicações
O iodeto de berílio pode ser usado na preparação de berílio de alta pureza pela decomposição do composto num filamento de tungstênio quente.